# Актаський могильник
Акта́ський моги́льник — могильник скіфського часу, розташовани біля села Семенівки Ленінського району Автономної Республіки Крим, на західному березі Актаського озера. Досліджений експедицією Інституту археології НАН України під керівництвом Світлани Бессонової. Один з небагатьох скіфськиї могильників, досліджений повністю. 
Могильник складався із двох частин займав площу 1 359 м². Налічував 76 насипів. У північній частині знаходилося дві паралельні лінії курганів. Усього в могильнику виявлено залишки 474-х небіжчиків.
Найраніші поховання (№ 7, 36, 48) датуються V століттям до н. е. Склепи з'явилися наприкінці V століття до н. е., але більшість належить до IV століття до н. е. У цілому поховання могильника датується кінцем V — початком III століть до н. е.  і належить осілим скіфам.
Крім скіфських пам'яток, досліджено 4 кургани епохи бронзи, святилище та поселення скіфського часу. Скіфські пам'ятки — 64 кургани, 74 поховання — невисокі насипи оточені кромлехами. Головна поховальна споруда — кам'яний або ґрунтовий склеп. У ньому — різночасові колективні поховання.
Серед матеріальних знахідок — прикраси, предмети туалету, посуд, вістря до стріл, амфори та чорнолаковий посуд.